# Edbrooke Hill
Die Edbrooke Hill ist ein rund 2100 m hoher Hügel im ostantarktischen Viktorialand. Er befindet sich am westlichen Ende der Apocalypse Peaks. Nur 100 m seiner Gesamthöhe ragen aus einem Eisfeld auf, dass sich vom Hügel zum in ostnordöstlicher Richtung fließenden Haselton-Gletscher und zum in östlicher Richtung fließenden Huka-Kapo-Gletscher erstreckt.
Das New Zealand Geographic Board benannte ihn 2005 nach dem neuseeländischen Geologen Steven William Edbrooke, der von 1982 bis 1983 die Kohlevorkommen am Mount Fleming, am Shapeless Mountain und am Mount Electra sowie zwischen 1992 und 1993 ebensolche im oberen Wright Valley in der Clare Range und in der Willett Range untersucht hatte.